# 调色板 (绘画)

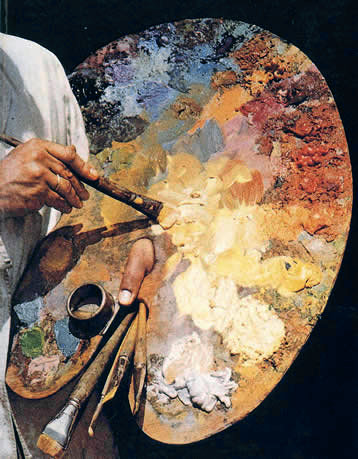
调色板

调色板是画家專門用来混合涂料的工具。调色板通常由木材、纸张、玻璃、陶瓷、塑料、瓷器等材料制成，呈矩形、椭圆形或轮状，大小和形状各异。调色板內還有内置的凹槽以及用于混合颜色的区域。